# Катушка Румкорфа

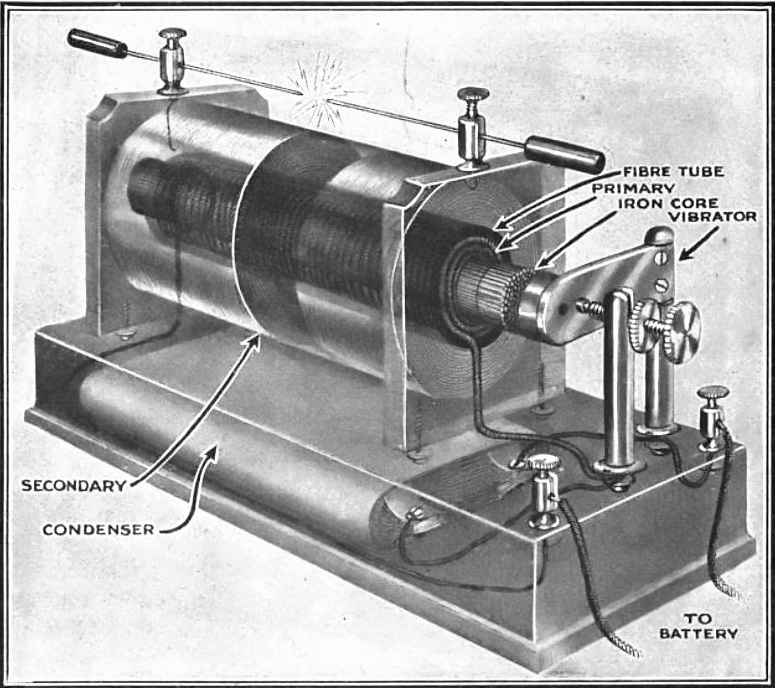
Конструкция индукционной катушки Румкорфа

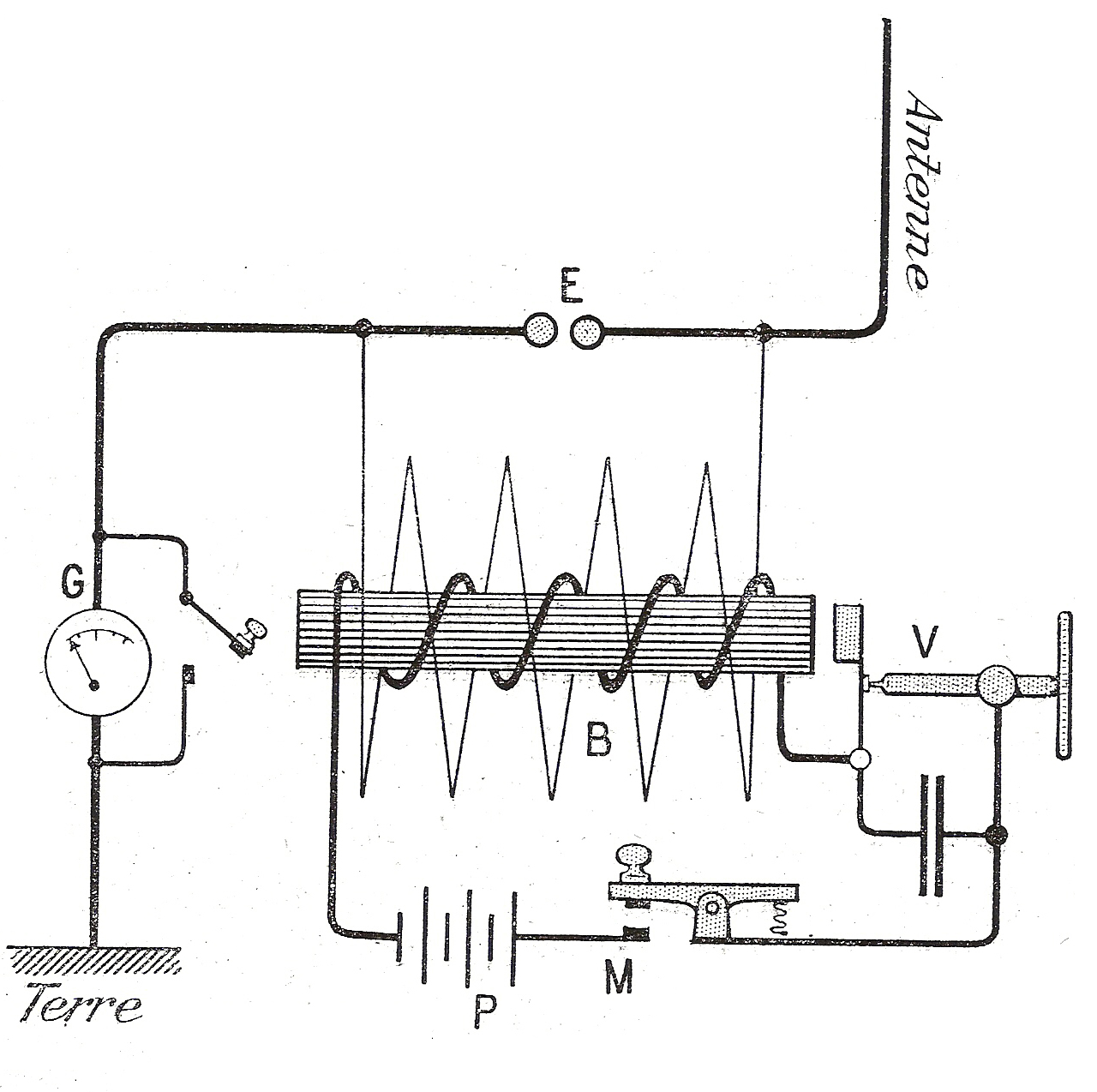
Схема индукционной катушки Румкорфа

Катушка Румкорфа, индукционная катушка — устройство для получения импульсов высокого напряжения. Представляет собой электромеханический преобразователь низкого постоянного напряжения в высокое переменное напряжение. Катушка получила название по имени немецкого изобретателя Генриха Румкорфа, который запатентовал свою первую конструкцию катушки в 1851 году и организовал её успешное производство в своей мастерской в Париже. Более ранние разработки подобного устройства другими изобретателями относятся к 1836 году.
Термином «индукционная катушка» называют также катушки, преобразующие высокочастотный переменный ток в вихревые токи для нагрева предметов, помещённых внутри (или вблизи) этой катушки, при индукционном нагреве, индукционной сварке или в оборудовании для зонной плавки.

## Описание

### Конструкция и схема подключения
Катушка Румкорфа состоит из двух обмоток из изолированного медного провода вокруг общего железного сердечника (B). Первичная обмотка содержит относительно малое число (десятки, сотни) витков толстого провода. Вторичная обмотка содержит большое число (тысячи, десятки тысяч) витков тонкого провода. В состав катушки входит автоматический прерыватель (V) цепи первичной обмотки (вибратор), конденсатор, а также регулируемый разрядный промежуток (E) в цепи вторичной обмотки. Прерыватель предназначен для быстрого попеременного размыкания и замыкания электрической цепи. Зазор между якорем прерывателя и сердечником катушки может регулироваться винтом.
В практической схеме катушка подключается к источнику питания постоянного тока (P), например, через телеграфный ключ (M). Показанный на схеме баллистический гальванометр (G) может быть использован для измерения электрического заряда, переданного во вторичную цепь катушки при искровом разряде через разрядный промежуток (E).

### Принцип действия

Электрические процессы в катушке без конденсатора:
— первичный ток (синий);
— вторичное напряжение (красный).

То же, в катушке с конденсатором. Шкала для на интервале «разомкнут» отличается от верхнего рисунка, здесь амплитуда вторичного напряжения значительно больше

При замыкании ключом M цепи источника питания с первичной обмоткой в ней течёт нарастающий ток (см. рисунок), обусловленный индуктивным характером цепи. В магнитном поле катушки накапливается энергия W, Дж:
{\displaystyle W={\frac {\Psi I}{2}}={\frac {L{{I}^{2}}}{2}},}
где
{\displaystyle \Psi =\Phi w} — потокосцепление, Вб;
{\displaystyle \Phi } — магнитный поток, Вб;
{\displaystyle w} — число витков первичной обмотки, безразмерная величина;
{\displaystyle I} — ток в первичной обмотке, А;
{\displaystyle L} — индуктивность первичной обмотки, Гн.
Когда магнитный поток в сердечнике достигает величины, достаточной для примагничивания якоря прерывателя к сердечнику, электрическая цепь первичной обмотки размыкается. Размыкание цепи приводит к резкому уменьшению тока первичной обмотки и к уменьшению магнитного потока. Якорь прерывателя под действием пружины возвращается в исходное положение, и электрическая цепь замыкается. Магнитный поток в сердечнике снова достигает определённой величины, и электрическая цепь размыкается. Процесс размыкания-замыкания продолжается непрерывно до тех пор, пока замкнут ключ M.
Напряжение на вторичной обмотке (вторичное напряжение, {\displaystyle u_{2}}) примерно пропорционально скорости изменения тока в первичной обмотке (первичного тока, {\displaystyle i_{1}}). При размыкании и замыкании прерывателя напряжение на вторичной обмотке имеет разную полярность. При замыкании ток нарастает (увеличивается) сравнительно медленно, причём скорость нарастания тока постепенно уменьшается из‑за активного сопротивления цепи первичной обмотки и внутреннего сопротивления источника питания. При размыкании прерывателя изменение тока в первичной обмотке более резкое. Поэтому импульсное напряжение на вторичной обмотке при размыкании гораздо больше, чем при замыкании.
Таким образом, в каждом интервале разрыва цепи прерывателя, посредством электромагнитной индукции на вторичной обмотке наводятся импульсы высокого напряжения (десятки, сотни тысяч вольт). Каждый импульс, имеющий достаточную амплитуду для электрического пробоя, вызывает искровой разряд в разрядном промежутке.

### Назначение конденсатора
При отсутствии конденсатора размыкание прерывателя сопровождается появлением между его контактами значительной ЭДС самоиндукции. Это приводит к ионизации воздушного зазора между контактами и образованию электрической дуги, в которой расходуется энергия, запасённая в катушке. При этом скорость изменения (спада) первичного тока замедляется, и выходное напряжение уменьшается. Вдобавок, дуга разрушает контакты прерывателя.
При наличии конденсатора (ёмкостью примерно от 0,5 до 15 мкФ) электрическое напряжение между контактами прерывателя в момент размыкания оказывается равным напряжению на конденсаторе, то есть близким к нулю. Поэтому электрическая дуга не образуется, и скорость изменения первичного тока при размыкании прерывателя значительно возрастает. Соответственно возрастает и наведённое напряжение на вторичной обмотке. Конденсатор и первичная обмотка в интервале времени разрыва образуют колебательный контур, поэтому в первичной обмотке протекает затухающий переменный ток, вследствие чего на вторичной обмотке наводится переменное напряжение.

### Теоретическая схема без потерь
В идеальном случае, при отсутствии потерь в катушке и во всей схеме подключения (без образования электрической дуги в прерывателе), после размыкания прерывателя энергия магнитного поля катушки полностью преобразуется в энергию электрического поля конденсатора. Если конденсатор до этого был полностью разряжен, то справедливо равенство:
{\displaystyle {\frac {L{{I_{m}}^{2}}}{2}}={\frac {C{{U_{m}}^{2}}}{2}},}
где
{\displaystyle L} — индуктивность первичной обмотки, Гн;
{\displaystyle I_{m}} — максимальный ток в первичной обмотке, А;
{\displaystyle C} — электрическая ёмкость конденсатора, Ф;
{\displaystyle U_{m}} — максимальное напряжение на конденсаторе, В.
В колебательном контуре максимальное переменное напряжение на конденсаторе и на катушке индуктивности равны, поэтому максимальное напряжение на первичной обмотке катушки
{\displaystyle U_{m}=I_{m}{\sqrt {\frac {L}{C}}}.}
В этой формуле нет явной зависимости от напряжения источника питания. Напряжение на первичной обмотке катушки определяется только параметрами колебательного контура и током в первичной обмотке, поэтому оно может во много раз превышать напряжение источника питания. Благодаря большому отношению числа витков вторичной и первичной обмотки выходное напряжение будет ещё больше.
Можно получить выражение для {\displaystyle U_{m}} с зависимостью от напряжения источника питания. В схеме без потерь максимальный ток в катушке индуктивности, подключённой к источнику питания с постоянным напряжением {\displaystyle U_{p}} на интервал времени {\displaystyle t_{p}}, определяется по формуле:
{\displaystyle I_{m}={\frac {U_{p}t_{p}}{L}}.}
Тогда
{\displaystyle U_{m}={\frac {U_{p}t_{p}}{\sqrt {LC}}}.}

### Особенности конструкции
Высокое напряжение, создаваемое на вторичной обмотке, накладывает определённые требования к её конструкции во избежание электрического пробоя тонкой изоляции между витками провода и искрового (или дугового) разряда между отдельными частями катушки. Для этого проводники с большой разностью потенциалов разносятся как можно дальше друг от друга. В одном широко используемом методе вторичная обмотка разделяется на изолированные узкие секции, электрически соединённые в последовательную цепь. Сначала на железный сердечник наматывается первичная обмотка, и на первичную обмотку накладывается бумажная или резиновая изоляция. Затем надевается каждая секция вторичной обмотки с изоляцией друг от друга пропитанными воском или парафином картонными дисками. Напряжение, создаваемое в каждой секции, недостаточно для электрического пробоя внутри секции. Значительное напряжение создаётся только через несколько последовательных секций, которые разнесены достаточно далеко. Для окончательной изоляции всей катушки её пропитывают, например, расплавленным парафином. После затвердевания катушка целиком оказывается заключённой в парафин.
Для предотвращения вихревых токов, которые вызывают потери энергии, железный сердечник делается из пучка параллельных железных проволок, покрытых шеллаком для их электрической изоляции. Поэтому наводимые в сердечнике вихревые токи, которые замыкаются в плоскости, перпендикулярной магнитной оси, блокируются слоями изоляции. Концы изолированной первичной обмотки удаляют от обоих концов вторичной обмотки, чтобы предотвратить электрический разряд от высокого вторичного напряжения через первичную обмотку.
Вместо проволок для сердечника используются и тонкие изолированные железные пластины, при этом магнитные свойства железа используются более эффективно. В одном из описаний конструкции катушки с длиной искры 40 см приведены следующие технические параметры:29—36, 42:
- напряжение на первичной обмотке 100 В;
- средний ток в первичной обмотке около 5 А;
- напряжение на вторичной обмотке до 200 000 В;
- частота прерываний 10—20 Гц;
- сердечник — длина 75 см, диаметр 4,5 см;
- первичная обмотка — 430 витков провода диаметром 2,1 мм (два слоя);
- вторичная обмотка — около 24 000 м провода диаметром 0,15 мм (80 секций по 300 м провода).

## Ртутные и электролитические прерыватели

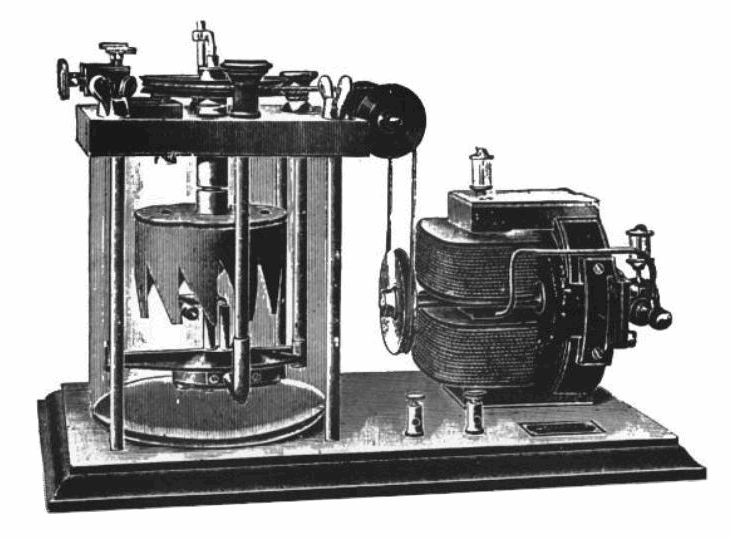
Ртутный турбинный прерыватель

Хотя все современные индукционные катушки, применяемые в образовательных целях в физических кабинетах, используют описанный выше ударный прерыватель (вибратор), это было неприемлемым для питания больших индукционных катушек, используемых в искровых радиопередатчиках и в рентгеновских установках на рубеже XX‑го века. В мощных катушках большой первичный ток создавал электрическую дугу между контактами прерывателя, которые от этого быстро разрушались. Кроме того, поскольку каждый разрыв цепи производит импульс напряжения на катушке, то с повышением частоты прерываний увеличивается выходная мощность. Ударные прерыватели не обеспечивали частоту прерываний более 200 Гц, а в мощных катушках эта частота была не более 20—40 Гц.

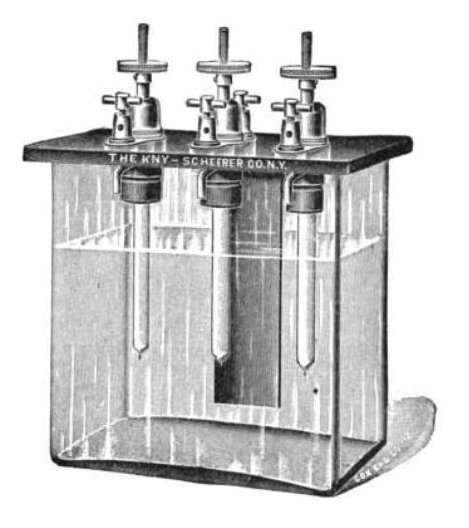
Трёхэлектродный прерыватель Венельта

Вследствие этого много исследований было направлено на усовершенствование прерывателей, и лучшие конструкции использовались в мощных катушках, тогда как ударные прерыватели использовались только в небольших катушках с длиной искры до 20 см. Леон Фуко и другие разработали прерыватели, состоящие из колеблющейся иглы, помещённой в контейнер со ртутью. Ртуть была покрыта слоем спирта, который быстро гасил дугу, осуществляя более быстрое переключение. Эти прерыватели часто управлялись отдельным электромагнитом или мотором, что позволяло отрегулировать скорость прерывания и время задержки отдельно от первичного тока. Мощные катушки использовали или электролитические, или ртутные турбинные прерыватели.
В ртутных турбинных прерывателях струя жидкой ртути под давлением направлялась на металлические зубья быстро вращающегося колеса. Опусканием или подниманием колеса относительно струи ртути можно было изменять интервалы времени замкнутого и разомкнутого состояния электрической цепи. Эти прерыватели могли достигать частоты прерываний до 10 000 Гц и были наиболее широко используемым типом прерывателя на беспроводных телеграфных станциях.
Артур Венельт в 1899 году изобрёл электролитический прерыватель, который состоял из короткой платиновой иглы (анод), погруженной в электролит из разбавленной серной кислоты. Другой стороной цепи в электролите была свинцовая пластина (катод). Когда через него проходил ток, на игле образовывались пузырьки водорода, которые многократно разрывали цепь. Это приводило к случайному разрыву цепи со средней частотой до 2000 Гц. Такие прерыватели были предпочтительны для питания рентгеновских трубок, хотя выделяли много тепла, из-за чего водород в смеси с воздухом мог взорваться.

## История

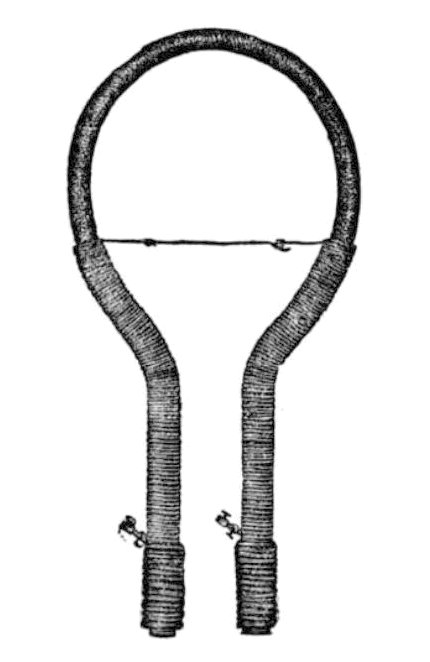
Первая индукционная катушка Николаса Каллана, 1836 год

В 1831 году Майкл Фарадей открыл электромагнитную индукцию, проводя эксперименты с катушками, намотанными проволокой. В 1836 году Николас Каллан и Чарльз Графтон Пейдж независимо друг от друга изобрели индукционную катушку с ручным рычажным прерывателем. Усовершенствованием катушки занимался также Уильям Стёрджен. В 1837 году Джордж Генри Баххофнер и Уильям Стёрджен независимо друг от друга обнаружили, что замена сплошного железного сердечника катушки пучком из железных проволок увеличивает выходное напряжение (как выяснилось позднее, из-за уменьшения потерь энергии на вихревые токи). В 1838 году Джеймс Уильям Мак Голи изобрёл автоматический ударный прерыватель. Отмечено вероятное участие в постройке индукционных катушек в 1841 году Луи Франсуа Клемана Бреге и Антуана Филибера Массона.
Индукционные катушки Массона появились в 1837 году. В них использовался прерыватель в форме зубчатого колеса, которое при вращении периодически касалось металлической щётки. Массон применял катушку для медицинских целей.
В 1848 году Генрих Румкорф заметил, что напряжение в катушке Массона можно значительно увеличить, если увеличить число витков вторичной обмотки и частоту прерываний. Одним из первых типов прерывателей в катушках Румкорфа был так называемый «молоточек Вагнера—Нефа», который появился приблизительно в 1840-х годах и представлял собой электромагнит, питаемый от батареи через подвижный ферромагнитный лепесток с контактами. Таким образом, в 1851—1852 годах Румкорф усовершенствовал катушку Массона. Удачная конструкция получила имя своего создателя.
В 1853 году Ипполит Физо ввёл использование гасящего конденсатора. Первые индукционные катушки давали напряжение, вызывавшее искры длиной около 2 см. В начале 1850‑х годов американский изобретатель Сэмюэль Эдвард Ричи ввёл секционированную конструкцию вторичной обмотки для улучшения изоляции и в 1859 году получал искры длиной до 35 см. Румкорф вскоре построил индукционную катушку с длиной искр до 50 см.
Катушка Румкорфа использовалась, чтобы обеспечить высокое напряжение для начала газового разряда и для трубок Крукса (см. Трубка Крукса), а также для других высоковольтных исследований (см. Катодные лучи) и для демонстрации эффектов, связанных с электричеством. Она также применялась в экспериментах, связанных с передачей и приёмом электромагнитных волн. Катушка Румкорфа была частью экспериментальной установки Генриха Герца, с помощью которой были исследованы свойства электромагнитных волн, а также широко использовалась в ранних практических устройствах беспроводной передачи телеграфных сигналов (см. Хронология радио).
Катушка Румкорфа широко использовалась в рентгеновских аппаратах (в качестве высоковольтного источника питания) и для питания дуговых осветительных приборов в 1880—1920 годах. В настоящее время катушка Румкорфа используется в образовательных целях в кабинетах физики, а близкая по принципу действия катушка зажигания применяется в двигателях внутреннего сгорания.
В 2006 году Институт инженеров электротехники и электроники назвал индукционную катушку Каллана вехой в истории электротехники.